# Sanzu

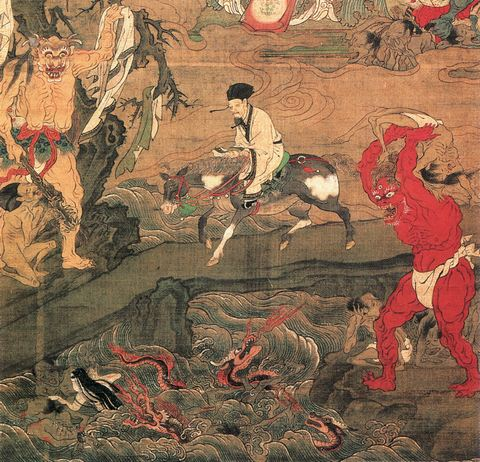
Een schilderij van de Sanzu, door Tosa Mitsunobu. De goeden kunnen de rivier via een brug oversteken, terwijl de slechten in de rivier worden gegooid.

De Sanzu (三途の川 Sanzu-no-kawa) is in de Japanse boeddhistische mythologie een rivier die overledenen na hun dood moeten oversteken om in het hiernamaals te komen. In dat opzicht is de rivier gelijk aan de Styx uit de Griekse mythologie. 
Tevens zijn er in Japan een paar echt bestaande rivieren vernoemd naar deze mythologische rivier.

## De mythologische Sanzu
Volgens de verhalen zou de Sanzu zich bij Osorezan (Osoreberg) in een afgelegen gebied in Noord-Japan bevinden. Doden zouden op de zevende dag na hun overlijden bij de rivier aankomen. De rivier zelf heeft drie mogelijke oversteekplaatsen; een brug, een voorde,  en een oversteekplaats bij een stuk diep water, dat vergeven is van slangen (in sommige versies van het verhaal draken). 
Wanneer een overledene bij de rivier arriveert, wordt hij/zij eerst geconfronteerd met twee demonen:  Datsue-ba en Keneō. Zij wegen de kleding van de overledene om te bepalen of hij/zij een goed of slecht mens is geweest, en afhankelijk van de uitkomst wordt bepaald waar de overledene de Sanzu moet oversteken. Zij die zich in hun leven goed hebben gedragen mogen bij de brug oversteken. Zij van wie het aantal goede daden en aantal slechte daden ongeveer gelijk is moeten oversteken bij de voorde. Zij die een slecht leven hebben geleid moeten oversteken bij het diepe water.

## Echte Sanzurivieren in Japan
Echte rivieren met de naam Sanzu vindt men:
- In Kanra, Kanra, Gunma
- Iin Chonan, Chosei, Chiba
- In Zao, Katta, Miyagi
- In Mutsu